# Municipio de Benton (condado de Atchison, Kansas)
El municipio de Benton (en inglés: Benton Township) es un municipio ubicado en el condado de Atchison en el estado estadounidense de Kansas. En el año 2010 tenía una población de 1014 habitantes y una densidad poblacional de 6,49 personas por km².

## Geografía
El municipio de Benton se encuentra ubicado en las coordenadas 39°29′37″N 95°24′14″O / 39.49361, -95.40389. Según la Oficina del Censo de los Estados Unidos, el municipio tiene una superficie total de 156.29 km², de la cual 155,89 km² corresponden a tierra firme y (0,26 %) 0,4 km² es agua.

## Demografía
Según el censo de 2010, había 1014 personas residiendo en el municipio de Benton. La densidad de población era de 6,49 hab./km². De los 1014 habitantes, el municipio de Benton estaba compuesto por el 95,76 % blancos, el 0,99 % eran afroamericanos, el 0,59 % eran amerindios, el 0,2 % eran asiáticos, el 0,3 % eran de otras razas y el 2,17 % eran de una mezcla de razas. Del total de la población el 1,97 % eran hispanos o latinos de cualquier raza.